# Гней Сентий Сатурнин (консул 41 года)
Гней Се́нтий Сатурни́н (лат. Gnaeus Sentius Saturninus; умер, предположительно, в 66 году) — политический деятель эпохи ранней Римской империи.

## Биография
Сатурнин происходил из плебейского рода Сентиев из лацийского города Атина. Его отцом был консул-суффект 4 года Гней Сентий Сатурнин. В юности он находился на посту эдила. В 37 году Сатурнин становится городским претором. В 41 году он занимал должность ординарного консула вместе с императором Калигулой. После убийства государя, произошедшего в том же году, Сатурнин попытался вместе со своим коллегой Квинтом Помпонием Секундом восстановить республику. Однако они долго спорили по поводу верховенства одного из них. Этим воспользовались преторианцы, которые провозгласили императором Клавдия.
Тем не менее, в 43 году Клавдий взял Сатурнина в Британскую кампанию. Здесь за свои заслуги он получил триумфальные одежды. В 66 году, возможно, Сатурнин принимал участие в заговоре против императора Нерона, поэтому ему приказано покончить с собой. Он входил в состав жреческой коллегии квиндецемвиров священнодействий. Известно, что Сатурнин был приятелем Веспасиана.